# Liste etruskischer Wörter

Inschrift mit etruskischen Buchstaben aus der Tomba del Tifone von Tarquinia

Etruskische Schriftzeichen

Die Liste etruskischer Wörter umfasst etwa 250 gesicherte Übersetzungen aus rund 13 000 überlieferten Texten der Etrusker. Dabei handelt es sich überwiegend um kurze Urnen- und Sarkophag-Inschriften, die häufig den Namen des Verstorbenen, die Namen der Eltern, bei Frauen auch den Namen des Ehegatten, biographische Angaben über Ämter und das Alter des Verstorbenen enthalten. Dazu kommen Besitzer-Inschriften von Grabbeilagen und Bauinschriften von Gräbern. Verhältnismäßig zahlreich sind auch Weihe- oder Widmungsinschriften auf Tempelgaben. Aufgrund von fehlenden Bilinguen sind zahlreiche Texte nur bruchstückhaft entschlüsselt.
Weitere Quellen sind römische und griechische Glossare, darunter das Lexikon der griechischen Sprache des Hesychios von Alexandria und das mittelalterliche Liber Glossarum, eine lateinische Enzyklopädie mit alphabetischer Ordnung. Von einigen antiken Schriftstellern wie Varro, Verrius Flaccus, Strabon und Dioskurides liegen ebenfalls Angaben und Übersetzungen von etruskischen Wörtern vor, die von den Autoren häufig mit lateinischen oder griechischen Endungen angegeben wurden. Die antiken Glossare sind allerdings nicht immer zuverlässig.
Ab dem 5. Jahrhundert v. Chr. wurde in der etruskischen Schrift und Sprache auf die Wiedergabe von Binnenvokalen verzichtet. Damit verbunden war häufig eine Verschiebung des Wortakzents von der zweiten auf die erste Silbe. So wandelte sich das etruskische Adjektiv zamatic für golden im Lauf der Zeit zu zamtic mit Betonung auf der ersten Silbe. Mit der Verschiebung des Wortakzents wurde der Vokal a oftmals zu einem u abgedunkelt. Das etruskische Verb amake für war oder ist gewesen veränderte sich zu amuce mit Betonung auf der ersten Silbe und schließlich zu amce. In späterer Zeit verwendete man den Buchstaben k nicht mehr. Insofern sind Schreibungen mit mehr Binnenvokalen, mit a statt u bzw. mit dem Buchstaben k als die älteren anzusehen.

## Familie
Das Wort für Ehemann ist nicht überliefert, ebenso wenig wie das Wort für Schwester.
| Etruskisch                      | Latein          | Deutsch                  | Beleg |
| ------------------------------- | --------------- | ------------------------ | ----- |
| apa                             | pater           | Vater                    | 1 2 3 |
| ati                             | mater           | Mutter                   | 1 2 3 |
| ativu                           |                 | Mama                     | 1 2 3 |
| apa nacna, papa                 | avus            | Großvater                | 2 3   |
| ati nacna, theta, teta          | avia            | Großmutter               | 1 2 3 |
| ati nacnuva, nacnuva            |                 | Urgroßmutter             | 2     |
| ateri                           | parentes        | Eltern                   | 1     |
| aterś, aturś, atrus, atrs       |                 | Familie, Nachfahren      | 1 2   |
| nacnvaiasi, nacnvaia            | maiores, patres | Vorfahren                | 2     |
| puia                            | mulier, femina  | Ehefrau                  | 1 2 3 |
| tusurthiri, tuśurthir, tuśurthi | sponsum         | Ehepartner, Ehepaar      | 1 2 3 |
| clan, clen                      | filius          | Sohn                     | 1 2 3 |
| cliniiar, cleniar, clenar       | filii           | Söhne                    | 1 2 3 |
| clante, clanti                  | adoptaticius    | Adoptivsohn              | 1 2   |
| sech, śech, sec, śec            | filia           | Tochter                  | 1 2 3 |
| husiur, husur, huśur            | liberi          | Kinder                   | 1 2 3 |
| ruva                            | frater          | Bruder                   | 1 2 3 |
| nefis, nefts, nefs              | nepos           | Enkelsohn                | 1 2 3 |
| papacs, papals                  |                 | Enkelsohn des Großvaters | 1 2 3 |
| tetals                          |                 | Enkelsohn der Großmutter | 1 2   |
| prumathne, prumaths, prums      | pronepos        | Urenkel                  | 1 2 3 |
| sans, sians, sianś              | proavus         | Vorfahr, Ahn             | 2     |

## Gesellschaft
Das etruskische MACSTRE stammt vom lateinischen MAGISTER.
| Etruskisch                                | Latein             | Deutsch                   | Beleg |
| ----------------------------------------- | ------------------ | ------------------------- | ----- |
| acil                                      | labor, opus, opera | Arbeit, Werk              | 1 2   |
| acilu                                     | faber              | Handwerker                | 2     |
| etera, eteri                              | peregrinus, cliens | Fremder, Klient           | 1 2 3 |
| hilchva                                   | colonus            | Siedler                   | 2     |
| lautun, lavtun, lautn, lavtn              | familia, gens      | Familie, Sippe            | 1 2 3 |
| lautni, lavtni, latni                     | libertus           | Domestik, Freigelassener  | 1 2 3 |
| lautenitha, lautnitha, lautnita, lavtnita | liberta            | Domestikin, Freigelassene | 1 2 3 |
| lautneteri                                | libertus           | Freigelassener            | 2     |
| macstre                                   | magister           | Lehrer, Meister           | 1     |
| pava                                      | puer               | Junge                     | 1     |
| lethe                                     |                    | Diener, Sklave            | 2     |
| lethi, lethia                             |                    | Dienerin, Sklavin         | 2     |
| serve                                     | servus             | Sklave                    | 2     |
| snenath, snenat                           | serva              | Sklavin, Dienstmagd       | 1 2 3 |
| tesinth                                   | custos, curator    | Aufseher                  | 1 2 3 |

## Kultur
Aus dem etruskischen ATHRE ist wahrscheinlich das lateinische ATRIUM entstanden.
| Etruskisch               | Latein              | Deutsch                | Beleg |
| ------------------------ | ------------------- | ---------------------- | ----- |
| athre                    | aedificium          | Gebäude                | 1 3   |
| cela                     | cella               | Raum                   | 1 3   |
| ister                    | histrio             | Schauspieler           | 1 3   |
| math                     |                     | berauschendes Getränk  | 1 3   |
| mathcva                  |                     | voll von math          | 1     |
| mlak, mlac, mlach        | pulcher             | schön                  | 1     |
| suplu                    | subulo, tibicen     | Flötenspieler          | 1 2 3 |
| tanasar, thanasa         | actor, cantor       | Schauspieler           | 2     |
| uinum, vinum, vinm       | vinum               | Wein                   | 1 2 3 |
| zamathi, zamth           | aurum               | Gold                   | 1 2   |
| zamatic, zamtic, zamthic | aureus              | golden                 | 1 2   |
| zic, zich                | signum, nota, liber | Zeichen, Schrift, Buch | 2     |
| zichu                    | notarius            | Schreiber              | 2     |

## Herkunft
Für ihre eigene Herkunft verwendeten die Etrusker das Wort RASNA, das vermutlich so viel wie „die Staaten“ (der Etrusker) bedeutet.
| Etruskisch              | Latein/Griechisch                | Deutsch              | Beleg |
| ----------------------- | -------------------------------- | -------------------- | ----- |
| campane                 | campanus (lat.)                  | Kampanier            | 2     |
| creice                  | graecus (lat.)                   | Grieche, griechisch  | 2 3   |
| karthazie, karthasie    | carthago (lat.), karchedon (gr.) | Karthago, Karthager  | 2     |
| latine                  | latinus (lat.)                   | Latiner, latinisch   | 2     |
| rasna                   | etruscus, tuscus (lat.)          | Etrusker, etruskisch | 1 2 3 |
| rumach, rumathe, rumate | romanus (lat.)                   | Römer, römisch       | 1 2 3 |
| truia, truials          | troia (gr.)                      | Troja, trojanisch    | 1     |
| umprea, umrane          | umbria (lat.)                    | Umbrien, umbrisch    | 2     |

## Staatswesen

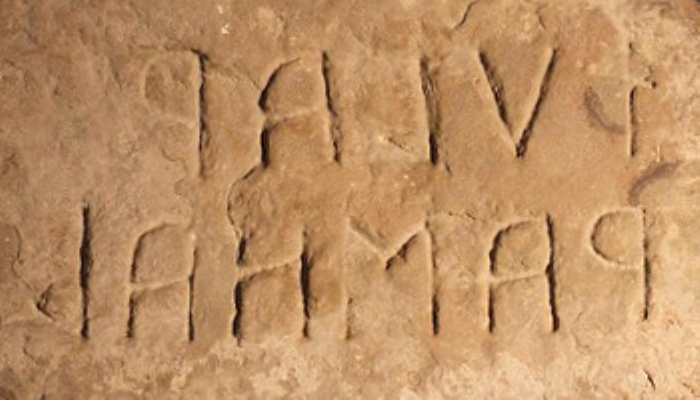
Etruskischer Grenzstein mit der Inschrift TULAR RASNAL

LUCUMO ist wahrscheinlich kein etruskisches Wort, sondern könnte eine latinisierte Form des etruskischen LAUCHUME sein.
| Etruskisch                         | Latein             | Deutsch                       | Beleg |
| ---------------------------------- | ------------------ | ----------------------------- | ----- |
| canth, camthi                      | censor             | Zensor                        | 1 2   |
| cecha                              | lex, iudicium      | Gesetz, Urteil, Ritual        | 1 2 3 |
| cechase                            | iudex              | Gericht, Richter              | 1 2 3 |
| lauchum, lauchumu, lauchume        | lucumo             | König, Regent, Konsul         | 1 2 3 |
| lauchumna                          |                    | die Regierung betreffend      | 1 3   |
| maru, marunu                       | maro               | Name einer Magistratur        | 1 3   |
| mech, mechlum, methlum             | civitas, regio     | Gemeinde, Gebiet              | 1 2 3 |
| naper                              |                    | Maßeinheit, Flächeneinheit    | 1     |
| parnich                            |                    | Staatsamt, Priesteramt        | 1 3   |
| purthne, purth                     | magistratus        | Magistrat                     | 1 3   |
| purtsvau, purtśvana                | magistratus        | Magistratur                   | 1 2   |
| spur, spura                        | urbs               | Stadt                         | 1 2 3 |
| spurana, spureni                   | urbicus            | städtisch                     | 1 3   |
| spurana, śpurana, śpurane          | civis              | Stadtbewohner                 | 2     |
| tesne                              | lex, iudex         | Gesetz, Richter               | 2     |
| tevarath                           | iudex, vindex      | Richter                       | 1 2 3 |
| tul                                |                    | Stein, Begrenzung             | 1 3   |
| tular, tularu                      |                    | Grenzen, Umgrenzung, Gebiet   | 1 2 3 |
| tular rasnal                       |                    | Grenzen, Gebiet der Etrusker  | 1     |
| tular spural                       |                    | Grenzen, Gebiet der Stadt     | 1     |
| tuthi                              | pagus              | Bürgerschaft, Gemeinde, Staat | 1 3   |
| tuthin, tuthina                    |                    | öffentlich, staatlich         | 1 3   |
| vachr                              | contractus, pactum | Vertrag, Abkommen             | 1     |
| zilath, zilach, zilac, zilch, zilc | consul, praetor    | Konsul, Prätor                | 1 2 3 |
| zilath mechl rasnal                | praetor etruriae   | Prätor von Etrurien           | 1     |
| zilch cechaneri                    |                    | Prätor mit sakraler Funktion  | 1 2   |

## Welt
CEL ist zugleich eine Muttergottheit und Namensgeberin des Monats September. USIL und TIV bezeichnen auch eine Sonnen- und eine Mondgottheit.
| Etruskisch           | Latein         | Deutsch     | Beleg |
| -------------------- | -------------- | ----------- | ----- |
| cel                  | terra, tellus  | Erde, Land  | 1     |
| cel ati              |                | Mutter Erde | 1 3   |
| falatu               | caelum         | Himmel      | 1 3   |
| neri                 | aqua           | Wasser      | 1 3   |
| pulumchva            | stellae, astra | Sterne      | 1 2 3 |
| tiur, tiu, tivr, tiv | luna           | Mond        | 1 2 3 |
| usil                 | sol            | Sonne       | 1 2 3 |
| verse, uerse         | ignis          | Feuer       | 1 3   |

## Zeit
THESAN ist auch der Name der Göttin der Morgenröte.
| Etruskisch           | Latein               | Deutsch               | Beleg |
| -------------------- | -------------------- | --------------------- | ----- |
| avil                 | annus                | Jahr                  | 1 2 3 |
| avilchval            | perennis             | jährlich              | 1 2   |
| itus                 | eidus, idus          | Iden                  | 1     |
| tiur, tiu, tivr, tiv | mensis               | Monat                 | 1 2 3 |
| tin                  | dies                 | Tag                   | 1 2 3 |
| thesan               | mane                 | Sonnenaufgang, Morgen | 1 2   |
| usli, uslane         | meridies, meridianus | Mittag, mittags       | 1 2 3 |

## Monatsnamen
Die Monatsnamen sind überwiegend aus lateinischen Glossaren in latinisierter Form überliefert.
| Etruskisch                 | Latinisierung   | Deutsch   | Beleg |
| -------------------------- | --------------- | --------- | ----- |
| aniach ?                   |                 | Januar    | 2     |
| ?                          |                 | Februar   |       |
| velchitne, velcitna        | Velcitanus      | März      | 1 2 3 |
| capre                      | Cabreas         | April     | 1 2 3 |
| amphiles, ampiles, anpilie | Ampiles         | Mai       | 1 2   |
| acala, acale, acle         | Aclus           | Juni      | 1 2 3 |
| turane, trane              | Traneus         | Juli      | 1 2   |
| hermi                      | Hermius, Ermius | August    | 1 2 3 |
| celi                       | Caelius, Celius | September | 1 2 3 |
| chosfer                    |                 | Oktober   | 1 2 3 |
| ?                          |                 | November  |       |
| masan, masn                |                 | Dezember  | 1 2   |

TURANE scheint der Monat der Liebesgöttin Turan gewesen zu sein und HERMI der Monat des Hermes.
Der Erntemonat CELI war wahrscheinlich nach der Erdgöttin Cel benannt.
THUCTE scheint ebenfalls ein Monatsname zu sein, konnte aber bis jetzt keinem Monat zugeordnet werden.

## Religion und Kult

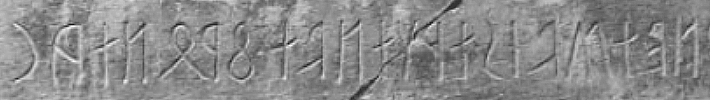
Inschrift NETŚVIS TRVTNUT FRONTAC

Das lateinische TRIUMPH haben die Römer dem etruskischen TRIUMPE entlehnt. Umgekehrt stammt das etruskische FANU vom lateinischen FANUM.
| Etruskisch                   | Latein                  | Deutsch                    | Beleg |
| ---------------------------- | ----------------------- | -------------------------- | ----- |
| ais, eis                     | deus, caeles            | Gott                       | 1 2 3 |
| aiser, aisar, eisar, esari   | dei, caelites           | Götter                     | 1 2 3 |
| aisna, eisna, eisnar, eisnev | divus, caeles           | göttlich                   | 1 2 3 |
| alpan, alpnu, alphaze        | donatio, donum          | Spende, Gabe               | 1 3   |
| celu                         |                         | Priestertitel              | 1 3   |
| cipen, cepen, cepar          | cultor                  | Priester                   | 2 3   |
| cleva                        | donatio, donum          | Opfer                      | 2 3   |
| cvera, cver                  | donatio, donum          | Spende, Geschenk           | 1 2 3 |
| cvil                         | donatio, donum          | Gabe, Opfer                | 1     |
| fanu, hanu                   | fanum, templum          | Heiliger Ort, Tempel       | 1 2 3 |
| flerchva                     |                         | Zeremonie, Opfer           | 1 2   |
| flere                        | numen                   | Gottheit                   | 1 3   |
| flereś                       |                         | Opferstatue, Votivstatue   | 1 3   |
| flereri                      |                         | Opferstatuen, Votivstatuen | 1     |
| heramve, heramasva           | statua                  | Statue                     | 2     |
| kana, cana                   | opus                    | Bildnis, Werk, Kunstwerk   | 1 2   |
| luth                         |                         | Heiliger Ort               | 1 3   |
| mulac, mulach, mlac, mlach   | oblatio                 | Votivgabe, Spende          | 2 3   |
| nethśrac                     | auspicium               | Auspicium                  | 2     |
| netśvis, netsviś             | haruspex                | Haruspex                   | 1 2   |
| nuna, nunar                  | donatio, donum          | Spende, Geschenk           | 1 2 3 |
| sacni                        | sacer, sacrum           | heilig, Heiligtum          | 1 2 3 |
| sacnicleri, śacnicleri       | sacrum, sacrificium     | Opfer                      | 2     |
| sacnicn, sacnitn             | sacerdos                | Priester                   | 1     |
| sran, sren                   | scaena                  | Ornament, Bild, Figur      | 1 2 3 |
| srencva                      |                         | voll von Ornamenten        | 1 2   |
| timia, tmia                  | templum                 | Tempel, heiliger Ort       | 1 3   |
| tinscvil                     |                         | Votivgabe                  | 2     |
| triumpe                      | triumph                 | Triumphzug                 | 1     |
| truth, trut                  |                         | Sakraler Akt               | 1 2 3 |
| trutnvt frontac              | fulgurator, fulguriator | Blitzbeobachter            | 1 2 3 |
| tura                         | tus                     | Weihrauch                  | 1 3   |
| turza                        | donum                   | Opfergabe                  | 1 3   |
| vacil, vacal, vacl           | libatio                 | Ritual, Trankopfer         | 1 3   |

## Bestattungskultur

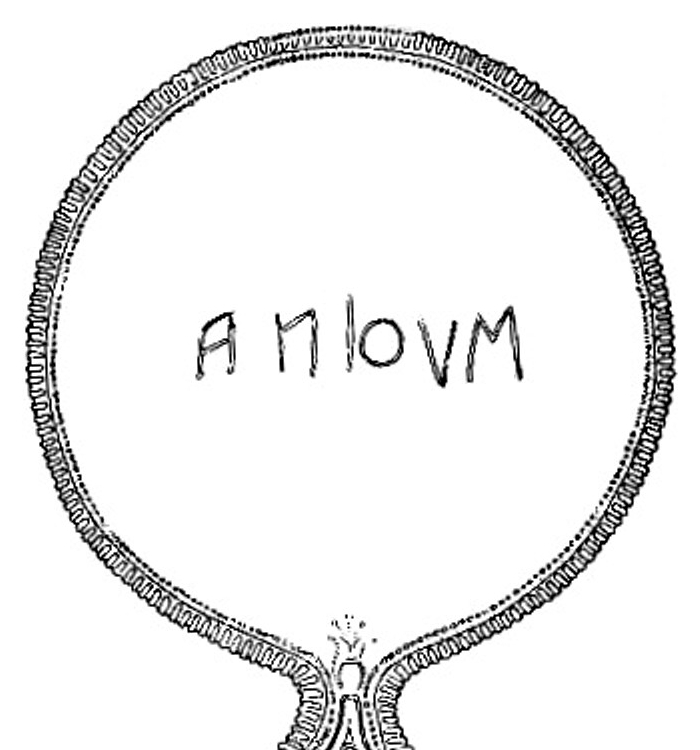
Inschrift ŚUTHINA (zum Grab gehörend) auf einem etruskischen Spiegel

Das Wort PERSON lässt sich über das lateinische PERSONA auf das etruskische PHERSU zurückführen.
| Etruskisch             | Latein     | Deutsch                        | Beleg |
| ---------------------- | ---------- | ------------------------------ | ----- |
| capra                  | urna, arca | Urne, Sarkophag                | 1 2 3 |
| celati                 |            | im Grab, in der Grabkammer     | 1 2   |
| hinth, hinthi, hinthia | infra      | unten, hinunter                | 1 2 3 |
| hinthial               | animus     | Geist, Seele, Schatten         | 1 2 3 |
| hinthiu                |            | unterirdisch, in der Unterwelt | 1 2   |
| mani                   | manes      | Verstorbene, Manen             | 1 3   |
| manim                  |            | Grabmal, Denkmal               | 1 2   |
| murs, murś             | arca, urna | Sarg, Urne                     | 1 2 3 |
| mutana, mutna, mutne   | monumentum | Grab, Sarkophag                | 2 3   |
| penthuna, penthna      | cippus     | Grabstein, Cippus              | 1 2 3 |
| phersu                 | persona    | Maske, Person                  | 1     |
| śuthi, suthi, suti     | sepulcrum  | Grab                           | 1 2 3 |
| śuthina                |            | zum Grab gehörend              | 1 2 3 |
| śuthithi, śuthith      |            | im Grab                        | 1 2   |
| thaurch                | sepultura  | Bestattung                     | 1 2 3 |
| thaure, thaura         | sepulcrum  | Grab                           | 1 2 3 |
| tus                    |            | Begräbnisnische                | 1 3   |

## Gegenstände
Zahlreiche Bezeichnungen für Gefäße aller Art haben die Etrusker aus dem Griechischen übernommen und ihrer Sprache angepasst. Bei dieser Entlehnung wurde der im Etruskischen unbekannte Buchstabe O in ein U überführt. Beispielsweise wandelte sich das griechische KOTHON zum etruskischen QUTUN.
Das Wort CLETRAM scheint aus der umbrischen Sprache entlehnt zu sein.
| Etruskisch                      | Latein/Griechisch  | Deutsch                      | Beleg |
| ------------------------------- | ------------------ | ---------------------------- | ----- |
| aska                            | askos (gr.)        | Vase                         | 1 2 3 |
| aska eleivana                   | askos elaion (gr.) | Ölgefäß                      | 1 2 3 |
| chulichna, culichna             | kylix (gr.)        | Trinkgefäß, Becher           | 1 2 3 |
| cletram                         | kletra (umbr.)     | Korb, Trage für Opfergaben   | 1 2 3 |
| cupe                            | cuppa (lat.)       | Trinkschale                  | 1 3   |
| lechtum                         | lekythos (gr.)     | Vase                         | 1 3   |
| lechtumuza                      |                    | kleine Vase                  | 1 2 3 |
| malena, malana, malna, malstria |                    | Spiegel                      | 1 2 3 |
| patna                           | patane (gr.)       | Trinkgefäß                   | 1 2 3 |
| pruchum                         | prochous (gr.)     | Krug                         | 1 2 3 |
| putiza                          | potos (gr.)        | Kelch                        | 2     |
| qutum, qutun                    | kothon (gr.)       | Becher, Krug                 | 1 2 3 |
| qutumuza                        |                    | kleiner Becher, kleiner Krug | 1 2   |
| spanti                          |                    | Teller                       | 2     |
| suntheruza                      |                    | kleines Behältnis            | 1     |
| tafina                          |                    | Schale                       | 2     |
| thapna, thavhna, thafna         |                    | Kelch                        | 1 2 3 |
| thina, tina                     | thinos (gr.)       | Weingefäß                    | 1 2 3 |
| ulpaia                          | olpe (gr.)         | Weinkelch                    | 1 2 3 |
| zavena                          |                    | Gefäß                        | 1 2   |
| zavenuza                        |                    | kleines Gefäß                | 1 2   |

Die Nachsilbe -UZA ist wohl die grammatische Verkleinerungsform von Substantiven (Diminutiv).

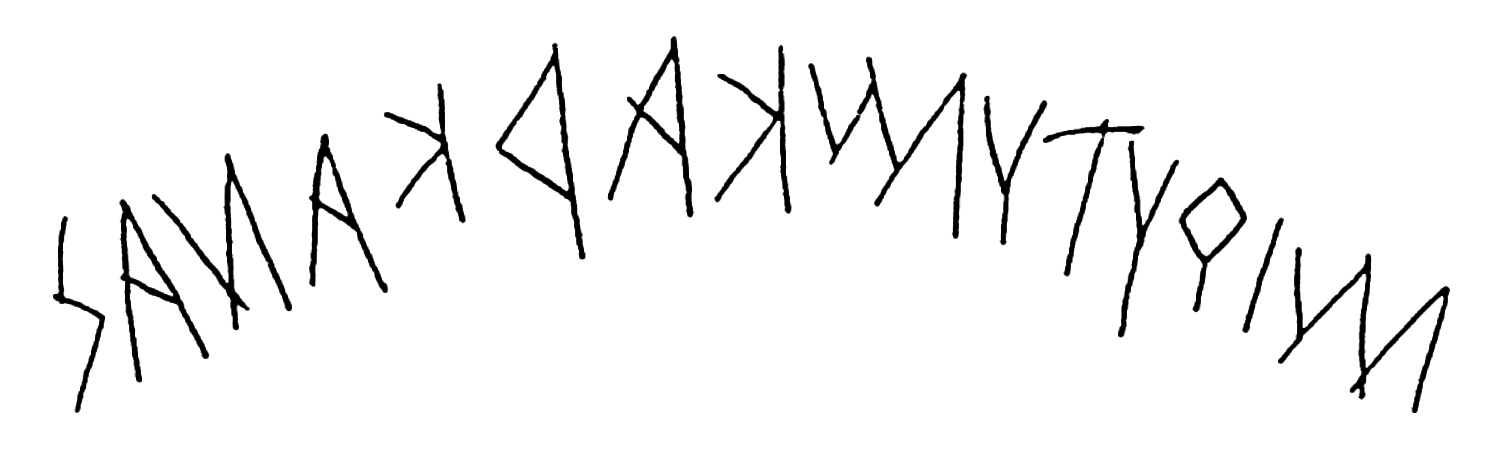
Inschrift MI QUTUM KARKANAS auf einem Krug aus dem 7. Jahrhundert v. Chr.
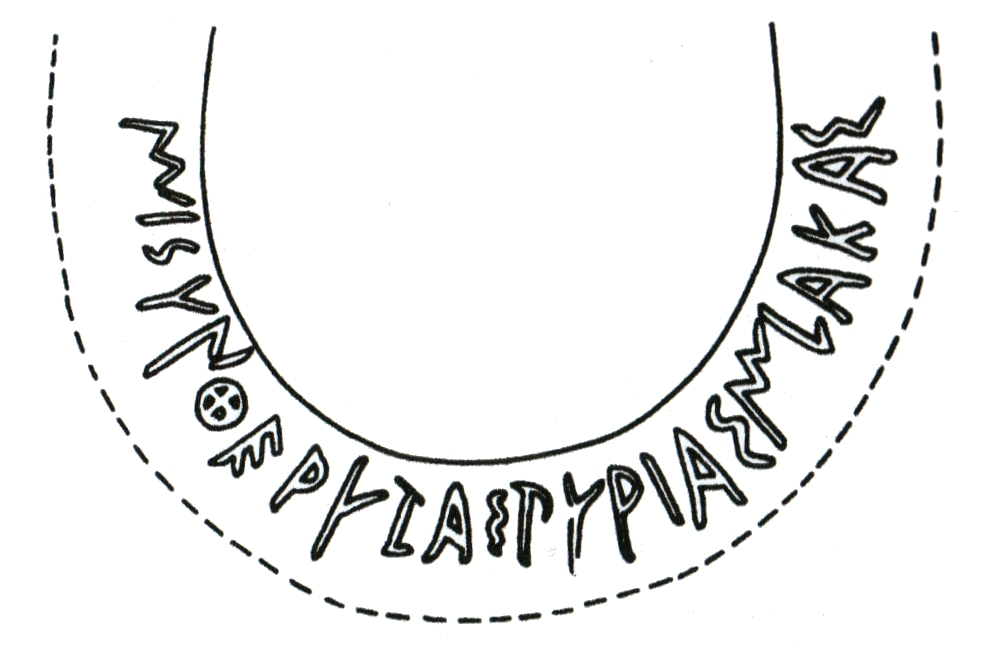
Inschrift MI SUNTHERUZA SPURIAS MLAKAS auf einem Gefäß aus dem späten 7. Jahrhundert v. Chr.
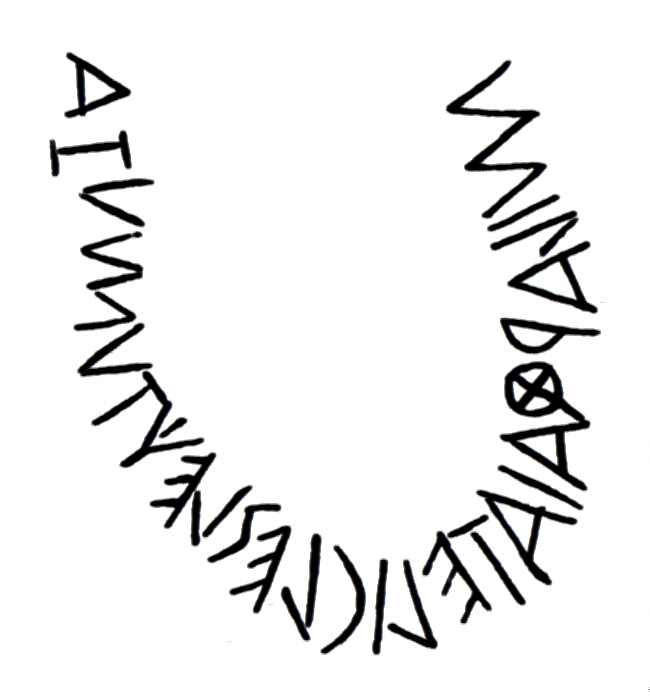
Inschrift MI LARTHAIA TELICLES LECHTUMUZA auf einer Vase aus 6. Jahrhundert v. Chr.

## Tiere
Einige Tiernamen stammen aus Glossaren, wobei sie häufig mit lateinischen oder griechischen Endungen versehen wurden.
| Etruskisch    | Latein/Griechisch  | Deutsch  | Beleg |
| ------------- | ------------------ | -------- | ----- |
| arac          | ierax (gr.)        | Falke    | 1 3   |
| arim          | simia (lat.)       | Affe     | 1 3   |
| hiuls         | ulula (lat.)       | Eule     | 1     |
| leu, lev      | leo (lat.)         | Löwe     | 1 2 3 |
| ruze          | porcus, sus (lat.) | Schwein  | 2     |
| scurfiu       | scorpio (lat.)     | Skorpion | 2     |
| thamna, tamna | ippos (gr.)        | Pferd    | 2     |
| thevru        | taurus (lat.)      | Stier    | 1     |

## Zahlwörter

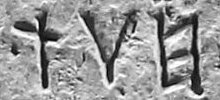
Inschrift HUT als Zahlwort für 4 oder 6 auf dem Cippus Perusinus

| Etruskisch | Latein   | Deutsch | Beleg |
| ---------- | -------- | ------- | ----- |
| thu        | unus     | eins    | 1 2 3 |
| zal        | duo      | zwei    | 1 2 3 |
| ci         | tres     | drei    | 1 2 3 |
| śa ?       | quattuor | vier    | 1 2 3 |
| mach       | quinque  | fünf    | 1 2 3 |
| huth ?     | sex      | sechs   | 1 2 3 |
| semph      | septem   | sieben  | 1 2 3 |
| cezp       | octo     | acht    | 1 2 3 |
| nurph      | novem    | neun    | 1 2 3 |
| śar        | decem    | zehn    | 1 2 3 |

## Pronomen
Im Etruskischen gibt es keine Unterscheidung von Pronomina nach Geschlecht. Artikel wurden selten verwendet.
| Etruskisch                                   | Latein          | Deutsch                       | Beleg |
| -------------------------------------------- | --------------- | ----------------------------- | ----- |
| mi                                           | ego             | ich                           | 1 2 3 |
| minpi, mini, mipi                            | me              | mir, mich                     | 1 2 3 |
| une, un                                      | te              | dir, dich                     | 1     |
| an, ana, ane, anc, ancn, ananc               | is, ea, id      | er, sie, es (personal)        | 1 2 3 |
| in, inc, ininc                               | id              | es (dinglich)                 | 1 3   |
| ika, ica, eca, ca, ita, ta                   | ecce            | dieser, diese, dieses (Nom.)  | 1 2 3 |
| cal, cla, tla                                |                 | dieses, dieser, dieses (Gen.) | 1 2   |
| ikan, ecn, can, cen, cn itan, itun, etan, tn |                 | diesen, diese, dieses (Akk.)  | 1 2   |
| cei, tei                                     |                 | diese (Nom. Pl.)              | 1 2   |
| clal                                         |                 | dieser (Gen. Pl.)             | 1 2   |
| cnl                                          |                 | diese (Akk. Pl.)              | 1 2   |
| ipe, ipa                                     | quis, quid, ubi | wer, was, wo                  | 1 2 3 |

## Partikeln
Konjunktionen wie UND wurden im Etruskischen häufig weggelassen.
| Etruskisch      | Latein     | Deutsch             | Beleg |
| --------------- | ---------- | ------------------- | ----- |
| –c              | –que       | und                 | 1 2 3 |
| ei, en          | non        | nicht               | 1 2   |
| enach, enac     | tunc       | dann, danach        | 1 2 3 |
| epl, pi, pul    | etiam      | bis, bis hin zu     | 1 3   |
| etnam           | etiam      | und, und auch       | 1 2 3 |
| hanthin         | ante       | davor, vor          | 2 3   |
| hen             | hic        | hier                | 1     |
| ic, ich, ichnac | ac, cum    | als, da, wenn, wie  | 1 2 3 |
| laive           | sinister   | links               | 1 2   |
| –m, –um         | –que       | und                 | 1 2 3 |
| matam, matan    | ante       | über, bevor, zuvor  | 1 2 3 |
| nac             | quod       | wie, weil           | 1 2 3 |
| namphe          | dexter     | rechts              | 1     |
| sve             | tum, etiam | ebenso, gleichfalls | 1 3   |
| thar            | ibi        | dort, dorthin       | 1     |
| thui            | hic, nunc  | hier, jetzt         | 1 2 3 |

## Verben
Verben sind überliefert im Indikativ Präsens, Präteritum bzw. Perfekt, Futur, Aktiv wie Passiv, im Imperativ und als Partizip.
| Etruskisch                                                             | Deutsch                             | Beleg |
| ---------------------------------------------------------------------- | ----------------------------------- | ----- |
| acazrce, acasce                                                        | hat gemacht / machte                | 1 2   |
| acilune                                                                | wird tun                            | 1 2   |
| acnanasa, acnanas                                                      | gehabt                              | 1 2   |
| alike, alice                                                           | hat gegeben / gab                   | 1 2   |
| aliqu                                                                  | gegeben                             | 1 2   |
| ama                                                                    | ist                                 | 1     |
| amake, amuce, amce                                                     | ist gewesen / war                   | 1 2   |
| anavence                                                               | hat geboren / gebar                 | 1     |
| arce                                                                   | hat gemacht / machte                | 1 2   |
| canthce                                                                | hat das Amt eines Zensors ausgeübt  | 1 2   |
| capi                                                                   | nimm                                | 1     |
| cerichunce, cerchunce                                                  | hat gebaut / baute                  | 1 2   |
| cesu                                                                   | liegend                             | 1 2   |
| ersce                                                                  | ist gegangen / ging                 | 1 2   |
| farthnache                                                             | erzeugt/hervorgebracht              | 1 2   |
| flerthrce                                                              | hat geopfert / opferte              | 1 2   |
| hece                                                                   | hat gemacht / machte                | 1 2   |
| lucairce                                                               | hat angeführt/regiert               | 1 2   |
| lupu                                                                   | verstorben                          | 1 2   |
| lupuce                                                                 | ist verstorben                      | 1 2   |
| menache                                                                | wurde gegeben                       | 1 3   |
| menece                                                                 | hat gegeben / gab                   | 2     |
| mulenike                                                               | hat gespendet / spendete            | 1     |
| mulu                                                                   | gespendet                           | 1 2   |
| muluveneke, muluvenike, muluvaneke, muluvanike, muluvanece, muluvanice | hat gespendet / spendete            | 1 2   |
| murce                                                                  | hat gewohnt / wohnte                | 1 2   |
| rachth                                                                 | bereite vor                         | 1 2   |
| sacniśa, sacnisa                                                       | weihend, opfernd, spendend          | 1 2   |
| ścune                                                                  | wird bringen                        | 1 2   |
| śucri                                                                  | vorzubereiten                       | 1     |
| svalasi, svalas                                                        | lebend                              | 1 2   |
| svalce                                                                 | hat gelebt / lebte                  | 1 2   |
| svalthas                                                               | gelebt                              | 1 2   |
| tece                                                                   | hat aufgestellt / stellte auf       | 1 2   |
| tenthas                                                                | ausgeübt                            | 1 2   |
| turuke, turuce, turke, turce                                           | hat gegeben/gespendet               | 1 2   |
| turune                                                                 | wird geben/spenden                  | 1 2   |
| thamuce                                                                | hat bereitgestellt / stellte bereit | 1 2   |
| thezeri                                                                | durchzuführen                       | 1 2   |
| thrasce                                                                | hat gesaugt / saugte                | 1 2   |
| tva                                                                    | zeigt                               | 1     |
| urthanike                                                              | hat gemacht / machte                | 1     |
| zinaku                                                                 | gemacht                             | 1     |
| zinake, zineke, zinace                                                 | hat gemacht / machte                | 1 2   |
| zichne                                                                 | wird (nieder)geschrieben            | 1     |
| zichri                                                                 | schreibe nieder / markiere          | 1 2   |
| zichuche                                                               | wurde (nieder)geschrieben           | 1 2   |
| zichunce                                                               | hat (nieder)geschrieben             | 1     |
| zilachnuce, zilachnce, zilace                                          | hat das Amt eines Prätors ausgeübt  | 1 2   |
| zilachnthas                                                            | Prätor gewesen                      | 1 2   |

### Inschriften

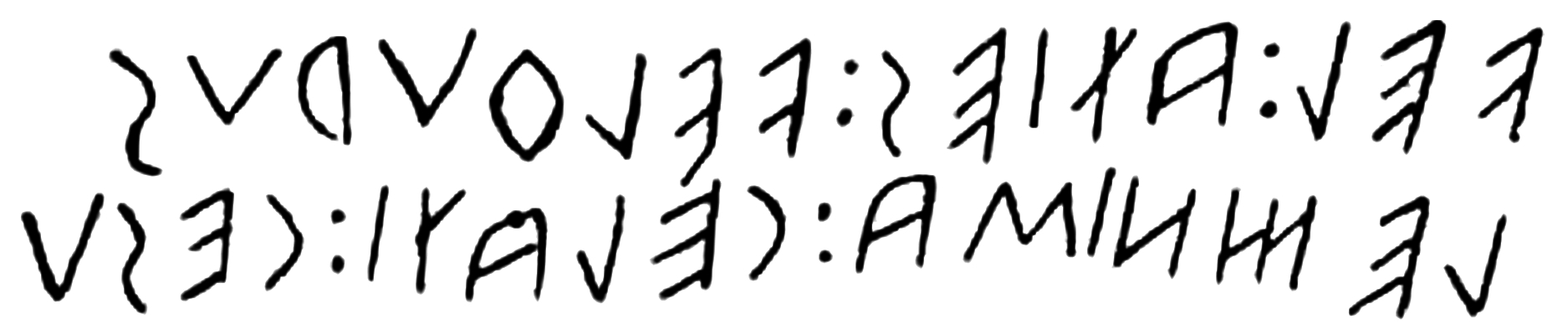
Inschrift VEL ATIES VELTHURUS LEMNIŚA CELATI CESU in einer Grabkammer bei Tarquinia aus dem 3. Jahrhundert v. Chr.

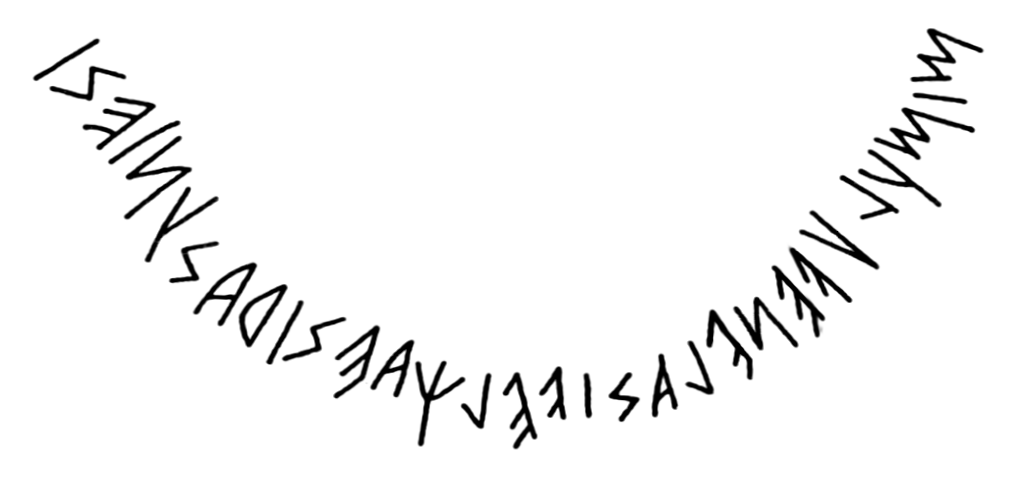
Inschrift MI MULU VENELASI VELCHAESI RASUNIESI auf einem Kelch aus dem 7. Jahrhundert v. Chr.

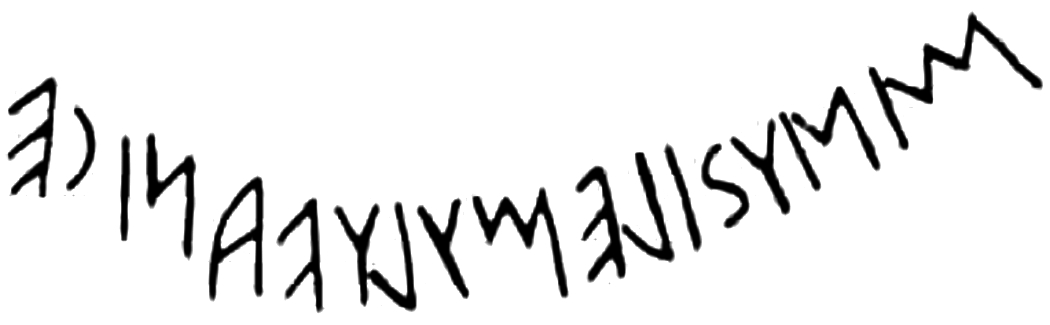
Inschrift MINI USILE MULUVANICE auf einer Amphore aus dem 7. Jahrhundert v. Chr.

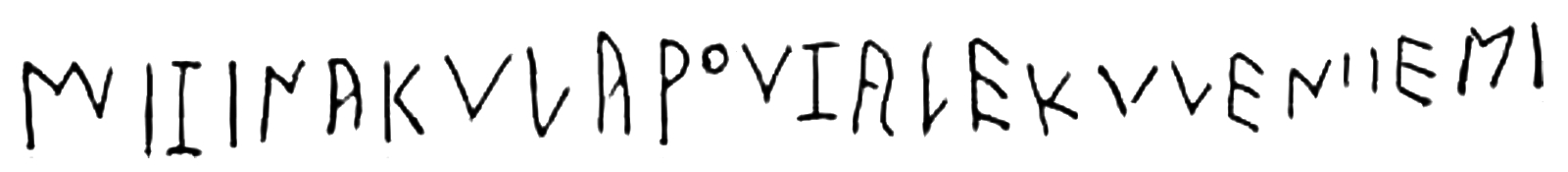
Inschrift MI ZINAKU LARTHUZALE KULENIIEŚI aus dem späten 7. Jahrhundert v. Chr.

Die Etrusker verfassten ihre Inschriften meist mit spiegelverkehrten Buchstaben linksläufig, d. h. von rechts nach links. In den frühen Inschriften aus dem 7. und 6. Jahrhundert v. Chr. wurden die einzelnen Wörter nicht voneinander abgegrenzt. Es folgte also ein Buchstabe auf den anderen. Erst später gliederte man die Inschriften in einzelne Wörter. Dabei wurden häufig Punkte, Doppelpunkte oder auch drei Punkte übereinander zur Abgrenzung der Wörter im Text verwendet.
- APAC ATIC

Vater und Mutter.
- VEL LEINIES LARTHIAL RUVA ARNTHIALUM CLAN VELUSUM PRUMATHŚ

Vel Leinies, Bruder des Larth und Sohn des Arnth und Urenkel des Vel.
- L(A)RIS PULENAS LARCES CLAN LARTHAL PAPACS VELTHURUS NEFTS PRUMS PULES LARISAL CREICES

Laris Pulena(s), Sohn des Larce, Enkel des Larth, Enkel des Velthur, Urenkel des Laris Pule Creice.
- MLAKAS SELA(S) ASKA MI ELEIVANA

Ich (bin) das Ölgefäß der schönen Sela.
- AN CN ZICH NETHŚRAC ACASCE

Er machte dieses Buch über Auspizien.
- VELTHINA ACILUNE TURUNE ŚCUNE

Velthina wird tun, wird bringen, wird spenden.
- PAPALSER ACNANASA VI MANIM ARCE

Sechs Enkel gehabt, machte er das Denkmal.
- MINI ALICE VELTHUR

Mich (eine Bucchero-Vase) hat Velthur gegeben.
- MI SPURIEISI TEITHURNASI ALIQU

Ich (eine Bucchero-Tasse) für Spurie Teithurna gegeben.

- IPA AMA HEN NAPER XII

Was hier 12 Flächenmaße ist.

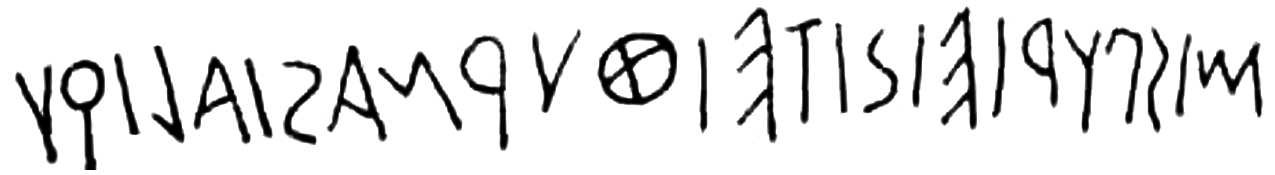
Inschrift MI SPURIEISI TEITHURNASI ALIQU auf einer Bucchero-Tasse aus dem späten 7. Jahrhundert v. Chr.

- METLI ARNTHI PUIA AMCE SPITUS LARTHAL SVALCE AVIL LXIIII CI CLENAR ANACNAS ARCE

Arnthi Metli war die Ehefrau von Larth Spitu, sie lebte 64 Jahre, drei Kinder gehabt, sie machte (dieses Grab).

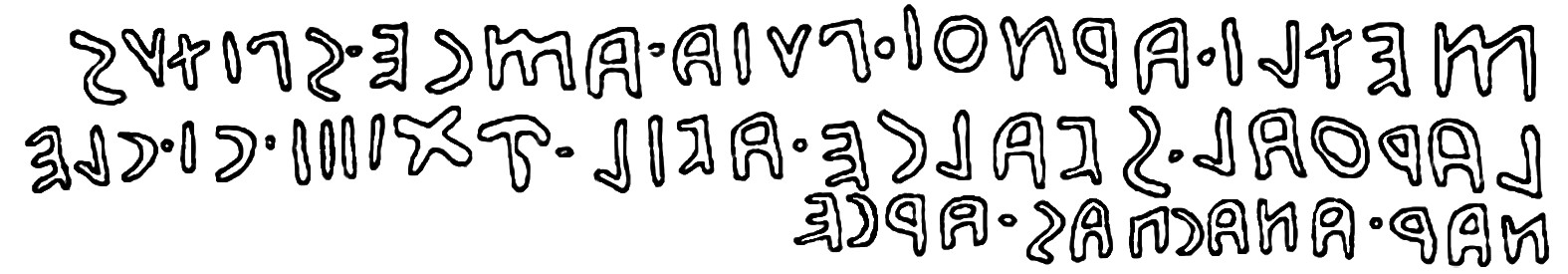
Inschrift METLI ARNTHI PUIA AMCE SPITUS LARTHAL SVALCE AVIL LXIIII CI CLENAR ANACNAS ARCE in einer Grabkammer bei Tarquinia aus dem 3. Jahrhundert v. Chr.

- SEMNI RAMTHA SPITUS LARTHAL PUIA AMCE LUPU AVILS XXII HUŚUR CI ACNANASA

Ramtha Semni war die Ehefrau von Larth Spitu, verstorben mit 22 Jahren, drei Kinder gehabt.
- RAMTHA MATULNAI CI CLENAR ANAVENCE LUPUM AVILS MACHS ŚEALCHLS

Ramtha Matulnai hat drei Söhne geboren und verstorben mit 45 Jahren.
- EI MINPI CAPI MI NUNAR

Nimm mich (ein Trinkgefäß) nicht, ich (bin ein) Geschenk.
- AN CN ŚUTHI CERICHUNCE

Er hat dieses Grab gebaut.
- VEL ATIES VELTHURUS LEMNIŚA CELATI CESU

Vel Aties, Sohn von Velthur and Lemni, in diesem Grab liegend.

- LARTH VELCHAS THUI CESU

Larth Velchas hier liegend.

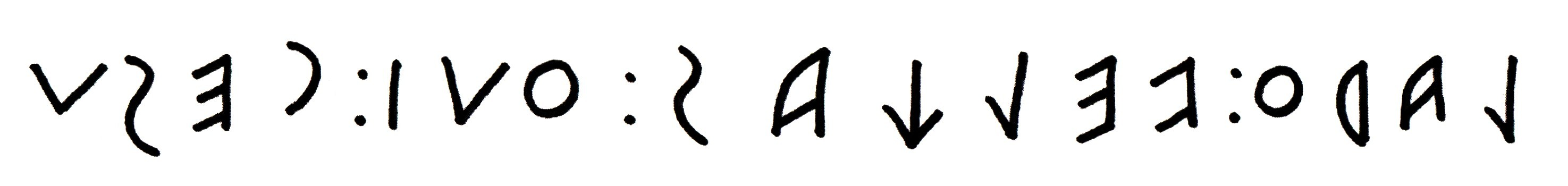
Inschrift LARTH VELCHAS THUI CESU in der Kirche Santa Maria in Castello in Tarquinia

- ALCSTI ECA ERSCE NAC ACHRUM FLERTHRCE

Alkestis, diese ging und dann opferte sie dem Acheron.
- THANCHVIL TARNAI AN FARTHNACHE MARCES TARNES RAMTHESC CHAIREALS

Thanchvil Tarnai. Sie wurde hervorgebracht von Marce Tarna und Ramtha Chairei.

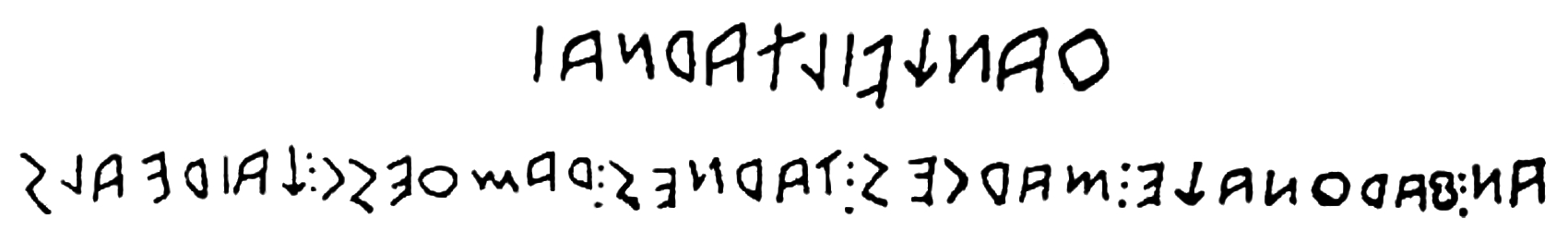
Inschrift THANCHVIL TARNAI AN FARTHNACHE MARCES TARNES RAMTHESC CHAIREALS auf einem Sarkophag von Vulci aus dem 4. Jahrhundert v. Chr.

- ARNTH LARTH VELIMNAŚ ARZNEAL HUSIUR SUTHI ACIL HECE

Arnth (und) Larth Velimnas, Kinder von Arzni, machten dieses Grab als Werk.
- SPURENI LUCAIRCE

Die Stadt, die er regiert hat.
- LARTH ALETHNAS AVILS LX LUPUCE

Larth Alethnas ist mit 60 Jahren verstorben.
- MI TITASI CVER MENACHE

Ich (ein Spiegel) wurde von Tita als Spende gegeben.
- MI LICINEŚI MULU HIRSUNAIEŚI

Ich (ein Gefäß) gespendet von Licine Hirsunaie.

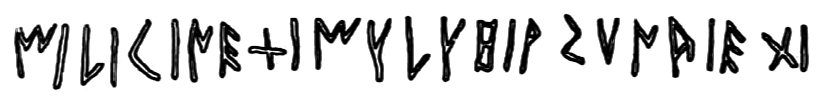
Inschrift MI LICINESI MULU HIRSUNAIEŚI auf einem Alabastron

- MI MULU VENELASI VELCHAESI RASUNIESI

Ich (ein Kelch) gespendet von Venela und Velchae Rasunie.

- MINI USILE MULUVANICE

Mich (eine Amphore) hat Usil gespendet.

- MINI MULUVANECE AVILE VIPIIENNAS

Mich (ein Bucchero-Gefäß) hat Avile Vipiiennas gespendet.
- FELSNAS LA(RIS) LETHES SVALCE AVIL CVI MURCE CAPUE TLECHE HANIPALUSCLE

Laris Felsnas, (Sohn) des Lethe, lebte 106 Jahre, wohnte in Capua, kämpfte (?) für (oder gegen) Hannibal.

- RACHTH TURA

Bereite den Weihrauch vor.

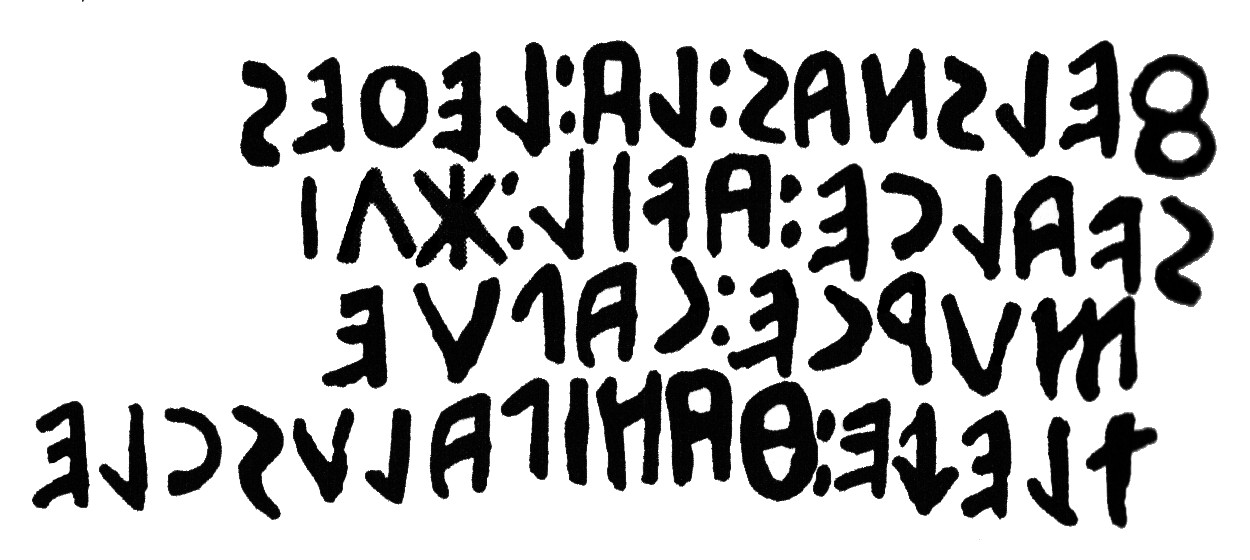
Sog. Hannibal-Inschrift FELSNAS LA(RIS) LETHES SVALCE AVIL CVI MURCE CAPUE TLECHE HANIPALUSCLE aus dem 2. Jahrhundert v. Chr.

- RAVNTHU SEITITHI ATIVU SACNIŚA ATURŚ

Ravnthu Seitithi, die Mama, (einen Cippus) weihend den Nachfahren.
- CELI HUTHIŚ ZATHRUMIŚ FLERCHVA NETHUNSL ŚUCRI THEZERIC

Am 26. September sind die Opfer für (die Gottheit) Nethuns vorzubereiten und durchzuführen.
- LARISAL HAVRENIEŚ ŚUTHINA

Zum Grab des Laris Havrenie gehörend.

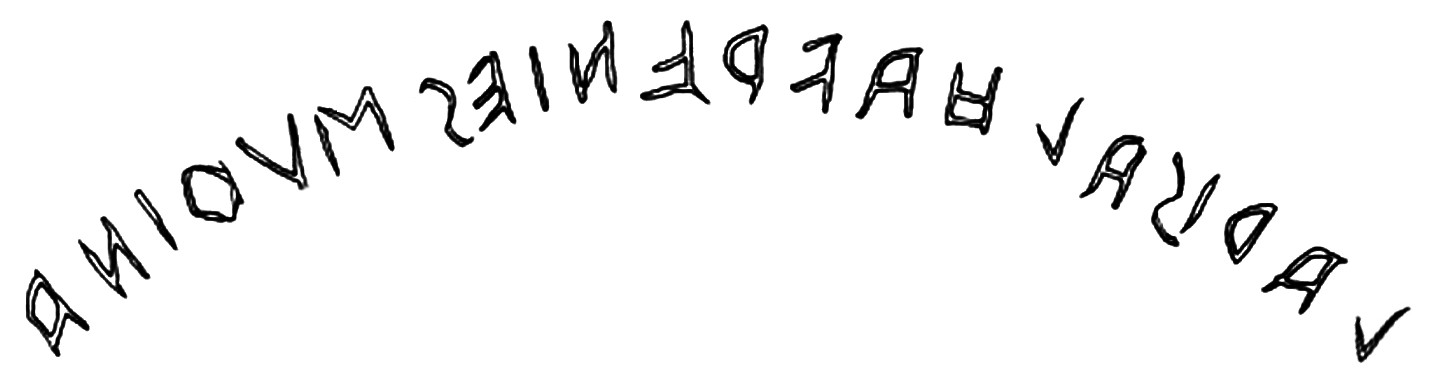
Inschrift LARISAL HAVRENIEŚ ŚUTHINA auf einem Weinkrater aus dem 4. Jahrhundert v. Chr.

- ARNTH APUNAS MACH CEZPALCH AVIL SVALCE

Arnth Apunas lebte 85 Jahre.
- VELTHUR PARTUNUS ZILCH CECHANERI TENTHAS AVIL SVALTHAS LXXXII

Velthur Partunus, das Amt des Prätors mit sakraler Funktion ausgeübt, 82 Jahre gelebt.
- AULEŚI METELIŚ VE[LUS] VESIAL CLENŚI CEN FLEREŚ TECE SANŚL TENINE TUTHINEŚ CHISVLICŚ

Zu Ehren von Aule Meteli, dem Sohn von Vel and Vesi, hat Tenine (?) diese Statue aufgestellt als Votivgabe für Sans nach Beratung der Gemeinde.

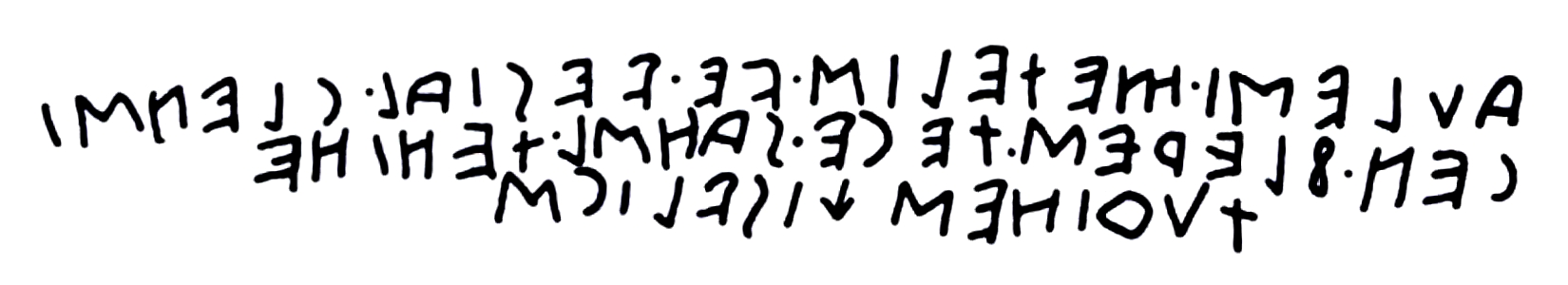
Inschrift AULEŚI METELIŚ VE[LUS] VESIAL CLENŚI CEN FLEREŚ TECE SANŚL TENINE TUTHINEŚ CHISVLICŚ auf der Bronzestatue des Arringatore aus dem späten 2. Jahrhundert v. Chr.

- CN TURCE MURILA HERCNAS THUFLTHAS CVER

Dies gab Murila Hercnas (der Gottheit) Thufltha als Geschenk.

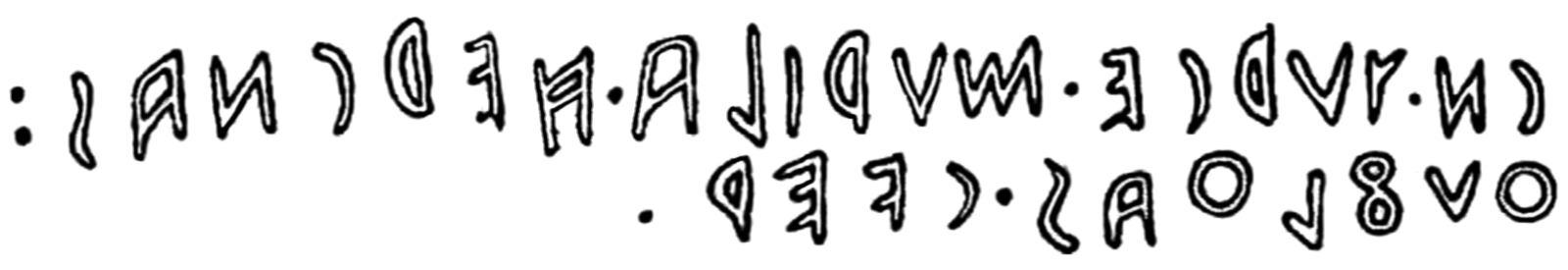
Inschrift CN TURCE MURILA HERCNAS THUFLTHAS CVER aus dem 3. Jahrhundert v. Chr.

- TITE CALE ATIAL TURCE MALSTRIA CVER

Tite Cale gab/spendete für (seine) Mutter den Spiegel als Geschenk.

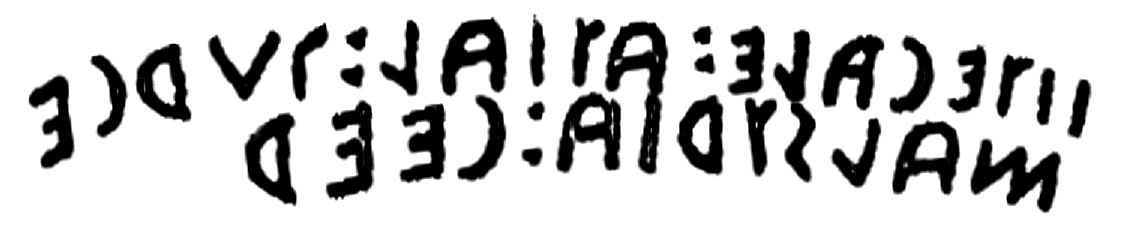
Inschrift TITE CALE ATIAL TURCE MALSTRIA CVER auf einem Bronzespiegel aus dem späten 4. Jahrhundert v. Chr.

- V(ELIA) CVINTI ARNTHIAŚ CULŚANŚL ALPAN TURCE

Velia Cvinti, Arnthias (Tochter), gab dieses Spende für (die Gottheit) Culsans.
- MI CANA LARTHIAŚ ZANL VELCHINEI SETHRA TURCE

Ich (bin) das Bildnis von Larthia Zan. Velchinei Sethra hat (mich) gegeben.
- ITUN TURUCE VENEL ATELINAS TINAS CLINIIARAS

Dies hat Venel Atelinas dem Sohn des Tinia gegeben.

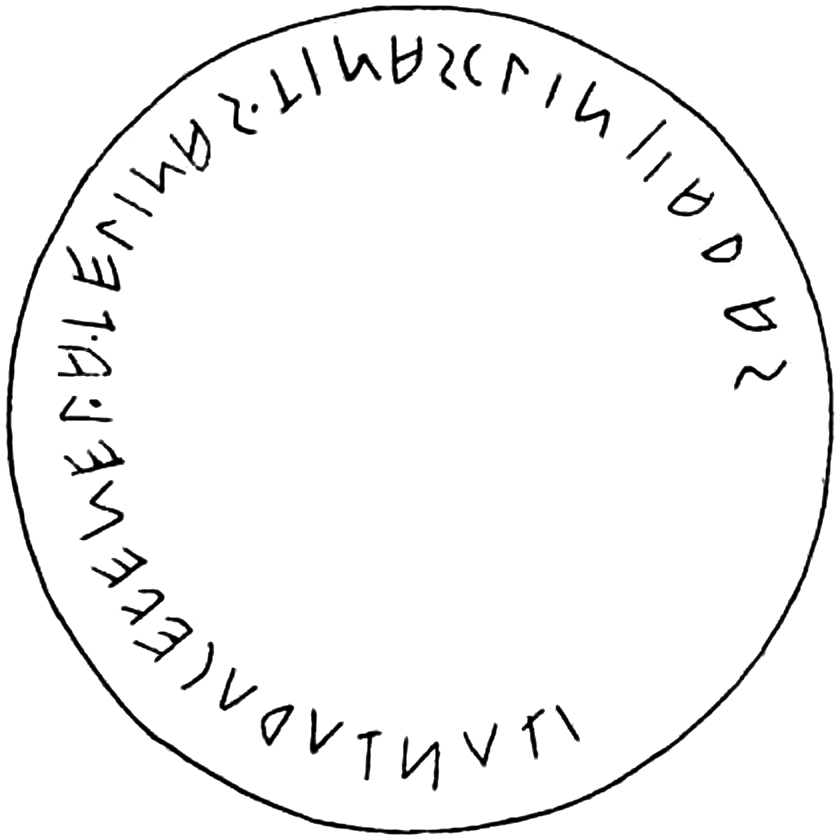
Inschrift ITUN TURUCE VENEL ATELINAS TINAS CLINIIARAS auf der Unterseite einer Kylix von 500 v. Chr.

- ECA SREN TVA ICHNAC HERCLE UNIAL CLAN THRASCE

Dieses Bild zeigt, wie Hercle, der Sohn Unis, (Milch) gesaugt hat.
- MINI URTHANIKE ARANTHUR

Mich (ein Bucchero-Gefäß) hat Aranthur gemacht.
- MI ZINAKU LARTHUZALE KULENIIEŚI

Ich von Larthuza Kuleniie gemacht.

- MI QUTUN LEMAUSNAŚ RANAZU ZINAKE

Ich (bin) der Becher von Lemausna, Ranazu hat (mich) gemacht.
- ZICHRI CN

Schreibe dies nieder.
- CECHA ZICHUCHE

Das Urteil wurde niedergeschrieben.
- LARTH CEISINIS CIZI ZILACHNCE METHLUM NURPHZI CANTHCE

Larth Ceisinis hat dreimal das Amt eines Prätors im Distrikt ausgeübt, neunmal das eines Zensors.
- LARTH ARNTHAL PLECUS CLAN RAMTHASC APATRUAL ESLZ ZILACHNTHAS AVILS THUNEM MUVALCHLS LUPU

Larth, des Arnth Plecu Sohn und der Ramtha Apatru, zweimal Prätor gewesen, mit 49 Jahren gestorben.

### Glossare
- Lucumones, qui reges sunt lingua Tuscorum.

Lucumones, die in der Sprache der Etrusker Könige sind.
- Velcitanus  Tuscorum lingua Martius mensis dicitur.

Der Monat März wird in der Sprache der Etrusker Velcitanus genannt.
- Cabreas Tuscorum lingua Aprilis mensis dicitur.

Der Monat April wird in der Sprache der Etrusker Cabreas genannt.
- Ampiles Tuscorum lingua Maius mensis dicitur.

Der Monat Mai wird in der Sprache der Etrusker Ampiles genannt.
- Aclus Tuscorum lingua Iunius mensis dicitur.

Der Monat Juni wird in der Sprache der Etrusker Aclus genannt.
- Traneus Tuscorum lingua Iulius mensis dicitur.

Der Monat Juli wird in der Sprache der Etrusker Traneus genannt.
- Hermius Tuscorum lingua Augustus mensis dicitur.

Der Monat August wird in der Sprache der Etrusker Hermius genannt.
- Celius Tuscorum lingua September mensis dicitur.

Der Monat September wird in der Sprache der Etrusker Celius genannt.
- Chosfer Tuscorum lingua Oktober mensis dicitur.

Der Monat Oktober wird in der Sprache der Etrusker Chosfer genannt.
- Falado, quod apud Etruscos significat coelum.

Falado, was bei den Etruskern Himmel bedeutet.
- Subulo tusce tibicen dicitur.

Ein Flötenspieler wird von den Etruskern Subulo genannt.
- αρακος: ιεραξ. Τυρρηνοι.

arakos: Falke. Bei den Etruskern.
- αριμος: πιθηκος.

arimos: Affe.
- δαμνος: ιππος. Τυρρηνοι.

damnos: Pferd. Bei den Etruskern.
- αισοι: θεοι υπο Τυρρηνοι.

aisoi: Götter bei den Etruskern.